# Луций Витразий Фламинин
Луций Витразий Фламинин (на латински: Lucius Vitrasius Flamininus) е сенатор на Римската империя през 2 век.
Произлиза от фамилията Витразии. През 122 г. той е суфектконсул заедно с Тиберий Юлий Кандид Капитон.